# 群同構
在抽象代數中，群同構（英語：group isomorphism）是在兩個群之間的函數，它在維持群運算的方式架設了在群的元素之間的一一對應。如果兩個群之間存在一個群同構，則稱這兩個群同構。從群論的立場看，同構的群具有相同的結構和性質，因而不需要區分。

## 定義和符號
給定兩個群 {\displaystyle (G,*)} 和 {\displaystyle (H,\odot )} ，從 {\displaystyle (G,*)} 到 {\displaystyle (H,\odot )} 的群同構是從 {\displaystyle G} 到 {\displaystyle H} 的雙射群同態。這意味著群同構是雙射函數 {\displaystyle f:G\rightarrow H} 使得對於所有 {\displaystyle G} 中的元素 {\displaystyle u} 和 {\displaystyle v} 有著
{\displaystyle f(u*v)=f(u)\odot f(v)}。
如果群 {\displaystyle (G,*)} 和 {\displaystyle (H,\odot )} 之間存在一個群同構，則這兩個群同構，記作
{\displaystyle (G,*)\cong (H,\odot )}
如果群運算沒有歧義，可以將其省略，簡寫為
{\displaystyle G\cong H}
有時甚至簡寫為 {\displaystyle G=H} 。這種表示是否引起歧義或混淆將依賴於上下文。例如同一個群中兩個同構的子群並不一定有相同的性質。參見后面的例子。
反過來說，給定群 {\displaystyle (G,*)} 、集合 {\displaystyle H} 和雙射 {\displaystyle f:G\rightarrow H}，我們可以通過定義 {\displaystyle f(u)\odot f(v)=f(u*v)} 構造一個群 {\displaystyle (H,\odot )}。
如果 {\displaystyle H=G} 并且 {\displaystyle \odot =*} 則上述的群同構作用在 {\displaystyle G} 自身，稱為 {\displaystyle G} 的自同構。

## 例子
- 實數集帶有加法的群 {\displaystyle (\mathbb {R} ,+)} 同構於正實數集帶有乘法的群 {\displaystyle (\mathbb {R} ,\times )}:

{\displaystyle (\mathbb {R} ,+)\cong (\mathbb {R} ^{+},\times )}
通過同構
{\displaystyle f(x)=e^{x}\,}
(參見指數函數)。
- 整數集帶有加法的群 {\displaystyle \mathbb {Z} } 是 {\displaystyle \mathbb {R} } 的子群，而因子群 {\displaystyle \mathbb {R} }/{\displaystyle \mathbb {Z} } 同構於絕對值為 1 的複數組成的乘法群 {\displaystyle S^{1}}:

{\displaystyle \mathbb {R} /\mathbb {Z} \cong S^{1}}
同構給出為
{\displaystyle f(x+\mathbb {Z} )=e^{2\pi xi}}
對于所有{\displaystyle x\in \mathbb {R} }。
- 克萊因四元群同構於 {\displaystyle \mathbb {Z} _{2}=\mathbb {Z} /2\mathbb {Z} } 的兩個復本的直積(參見模算術)，并因此寫為 {\displaystyle \mathbb {Z} _{2}\times \mathbb {Z} _{2}}。另一個符號是 Dih2，因為它是二面體群。
- 如果 (G, *) 是無限循環群，則 (G, *) 同構於整數集帶有加法的群。從代數的觀點看，這意味著所有整數的集合帶有加法運算是唯一的無限循環群。

某些群可以依賴於選擇公理證明是同構的，但在理論上不能構造出具體的同構。比如:
- 群 ({\displaystyle \mathbb {R} }, +) 同構於所有複數組成的加法群 ({\displaystyle \mathbb {C} }, +)。
- 非零複數集帶有乘法的群 ({\displaystyle \mathbb {C} }*, ·) 同構於上面提及的群 S1。

## 性質
- 從 (G, *) 到 (H, {\displaystyle \odot }) 的同構的核總是 {eG} 這里的 eG 是群 (G, *) 的單位元。
- 如果 (G, *) 同構於 (H,{\displaystyle \odot })，并且如果 G 是阿貝爾群則 H 也是。
- 如果 (G, *) 是同構於 (H, {\displaystyle \odot }) 的有限群，這里 f 是同構，則如果 a 屬于 G 并有階 n，則 f(a) 也是。
- 如果 (G, *) 是同構於 (H, {\displaystyle \odot }) 的局部有限群，則 (H, {\displaystyle \odot }) 也是局部有限群。
- 前面的例子展示了同構總是保持“群性質”。

## 推論
從定義可以得出任何同構 {\displaystyle f:G\rightarrow H} 將映射 G 的單位元到 H 的單位元， 
{\displaystyle f(e_{G})=e_{H}}
并且映射逆元到逆元，
{\displaystyle f(u^{-1})=\left[f(u)\right]^{-1}}
和更一般的，n 次冪到 n 次冪
{\displaystyle f(u^{n})=\left[f(u)\right]^{n}}
對於所有 u ∈ G，并且逆映射 {\displaystyle f^{-1}:H\rightarrow G} 也是群同構。
“同構”關係滿足等價關係的所有公理。如果 f 是在兩個群 G 和 H 之間的同構，則關於 G 的只與群結構有關的所有為真的事情都可以通過 f 轉換成關於 H 的同樣為真的陳述，反之亦然。

## 自同構
從群 (G,*) 到自身的同構叫做這個群的自同構。就是說這是雙射 {\displaystyle f:G\rightarrow G} 使得
{\displaystyle f(u)*f(v)=f(u*v)}。
自同構總是映射單位元到自身。共軛類在自同構下的像總是共軛類(同一個或另一個)。一個元素的像有同這個元素相同的階。
兩個自同構的復合也是自同構，并且群 G 的所有自同構的集合在復合運算下自身形成了一個群，即 G 的自同構群，指示為 Aut(G)。
對于所有阿貝爾群，至少有把群的元素替換為它的逆元的自同構。但是，在所有元素都等於它的逆元的群中這是一個平凡自同構，比如在克萊因四元群中。對於這種群三個非單位元素的所有置換都是自同構，所以這個自同構群同構於 S3 和 Dih3。
在對於素數 p 的 Zp 中，一個非單位元元素可以被替換為另一個，帶有在其他元素中的相應變更。這個自同構群同構於 Zp − 1。例如，對于 n = 7，Z7 的所有元素乘以 3 再模以 7，是在這個自同構群中的一個 6 階自同構，因為 36 = 1 ( modulo 7 )，而更低的冪不得出 1。因為這個自同構生成了 Z6。這里還有一個自同構有這個性質: Z7 的所有元素乘以 5 再模以 7。因此這兩個對應於 Z6 的元素 1 和 5，以這個次序或反過來。
Z6 的自同構群同構於 Z2，因為只有兩個元素 1 和 5 的每一個能生成 Z6，所以除了單位元之外我們只能互換它們。
Z2 × Z2 × Z2 = Dih2 × Z2 的自同構群有階 168，這可以如下這樣找到。所有 23 - 1 = 7 個非單位元元素扮演相同的角色，所以我們可以選擇讓誰扮演 (1,0,0) 的角色。余下的 23 -  21 = 6 中的任何一個都可以被選擇來扮演 (0,1,0) 的角色。這確定了誰對應於 (1,1,0)。對 (0,0,1) 我們可以有 23 -  22 = 4 個選擇，這就確定了余下的。因此我們有了 7 × 6 × 4 = 168 個自同構。它們對應於Fano平面的成員，它的 7 個點對應於 7 個非單位元元素。連接三個點的線對應於群運算: a, b 和 c 在一條線上意味 a+b=c, a+c=b 和 b+c=a。參見在有限域上的一般線性群。
對於阿貝爾群除了平凡的之外的所有自同構叫做外自同構。
非阿貝爾群有非平凡的內自同構群，并可能也有外自同構。